# Еловица (Монтанская область)
Еловица (болг. Еловица) — село в Болгарии. Находится в Монтанской области, входит в общину Георги-Дамяново. Население составляет 40 человек (на 15 июня 2014 года).

## Население
По данным переписи населения 2011 года в селе проживали 44 жителя, из них 33 — болгары; 11 — цыгане.
| 1934 | 1946 | 1956 | 1965 | 1975 | 1985 | 1992 | 2001 | 2011 | 2012 | 2013 |
| ---- | ---- | ---- | ---- | ---- | ---- | ---- | ---- | ---- | ---- | ---- |
| 527  | 520  | 383  | 260  | 222  | 144  | 105  | 86   | 44   | 42   | 43   |